# Поч
Поч (Пылвож) — река в России, течёт по территории Удорского района Республики Коми. Левый приток реки Вашка.
Длина реки составляет 60 км.
Впадает в Вашку на высоте 101 м над уровнем моря.
Притоки (км от устья):
- 22 км: река Войват[3];
- 36 км: ручей Порват[3].

## Данные водного реестра
По данным государственного водного реестра России относится к Двинско-Печорскому бассейновому округу, водохозяйственный участок реки — Мезень от истока до водомерного поста у деревни Малонисогорская. Речной бассейн реки — Мезень.
Код объекта в государственном водном реестре — 03030000112103000046446.